# DeeJay Television
DeeJay Television (anche Dee Jay Television o Deejay Television) è stato un programma televisivo italiano dedicato ai videoclip musicali, andato in onda dal 4 giugno 1983 al 7 settembre 1990, inizialmente su Canale 5 e poi su Italia 1, legato all'emittente radiofonica Radio Deejay.

## Il programma
La trasmissione fu ideata da Claudio Cecchetto che ne trasse ispirazione dopo un viaggio compiuto nel 1982 in USA dove notò il grande successo dell'emittente televisiva MTV che aveva cominciato a trasmettere l'anno prima; al suo rientro in Italia propose all'allora primo storico direttore di Canale 5 e Italia 1 Carlo Freccero la possibilità di mandare anche in Italia un contenitore di videoclip musicali e la proposta fu sostanzialmente accolta anche se passò un po' di tempo prima che il programma trovasse la sua collocazione all'interno della programmazione delle reti Fininvest. Inizialmente furono realizzate alcune puntate pilota, trasmesse a giugno e luglio in orario notturno su Canale 5 nel corso del 1983. Dall'11 febbraio 1984 DeeJay Television traslocò su Italia 1 e ne diventò un appuntamento fisso del weekend, andando in onda il sabato poco prima di mezzanotte e, a partire dalla seconda puntata, anche in replica la domenica intorno alle 14. La riproposizione contribuì a rendere molto popolare il programma, tanto che le puntate furono prodotte fino a fine luglio di quell'anno per riprendere a inizio settembre, dopo una sosta durante la quale furono comunque trasmesse delle repliche nelle stesse fasce orarie. Visto il grande successo, dal 15 ottobre 1984 la trasmissione diventò quotidiana: in una prima fase andava in onda ogni pomeriggio dalle 14:00 alle 14.30. In seguito le puntate furono ampliate a 50 minuti di durata, con alcuni slot di video che confluirono anche nella puntata del fine settimana che successivamente divenne esclusivamente un "best of" di quanto andava già in onda nelle puntate pomeridiane; da notare poi che nel corso degli anni le puntate in onda dal lunedì al venerdì cambiarono più volte l'orario pomeridiano di messa in onda e per un certo periodo la durata della puntata del venerdì fu protratta a 90 minuti.
Produttori del programma furono nel corso degli anni Giovanni Bruni, Valerio Gallorini e Gianni Cinus.
DeeJay Television si impose grazie al ritmo e alla spigliatezza dei conduttori, raccolti sotto il nome di Deejay's Gang. Fra questi si annoverano, oltre allo stesso Claudio Cecchetto, anche gli esordienti Sandy Marton, Tracy Spencer, Kay Rush, Fiorello, Linus, Albertino, Amadeus, Jovanotti, Leonardo Pieraccioni e Gerry Scotti.
Nelle prime edizioni i videoclip si riferivano soprattutto a brani pop britannici e statunitensi, in seguito si diede più spazio alla musica italiana. I videoclip venivano trasmessi in vari slot della durata di circa 15 minuti intervallati dagli spot pubblicitari: ognuno aveva una sua denominazione; fra queste la più famosa era forse quella Video Sing a Song (che oggi chiameremmo karaoke) in cui veniva mostrato in sovrimpressione il testo della canzone, mentre i brani in lingue diverse dall'italiano venivano mandati anche nella sezione Video Translate , nella quale compariva invece il testo tradotto. C'erano poi slot dedicati ai generi musicali (Rock, Dance, New wave) e il Video Special dedicato a un artista o gruppo di cui si raccontava la carriera discografica mentre passavano i video; altre categorie particolari erano Only for Deejay dedicata alle novità del momento e VideoMovie dedicata a video tratti da colonne sonore di film famosi e ancora Video Wanted x soddisfare quelli richiesti dagli spettatori a casa oppure Video Flip dedicato ai video "fuori di testa"; nel sommario iniziale della versione weekend venivano annunciati tutti questi slot di video che poi venivano proposti in ordine sparso nel corso della puntata. Lo speaker era Daniele Milani.
Le prime edizioni del programma avevano anche una sezione dedicata alla Deejay Parade, la celebre classifica dance presentata in versione video dal deejay Albertino. Tutte le puntate trasmesse nel 1984, comprese quelle in onda da ottobre dal lunedì al venerdì, vennero mandate in contemporanea stereo sulla frequenza milanese di Radio Deejay (99.700). Dal mese di dicembre dello stesso anno il programma fu trasmesso direttamente in stereofonia dapprima solo in via sperimentale sul canale UHF 49 di Milano (ex Antenna Nord) e successivamente la modalità stereo fu estesa a tutte le frequenze televisive di Italia 1. Il programma è andato in onda dal lunedì al venerdì dal 15 ottobre 1984 al 12 luglio 1985, dal 16 settembre 1985 al 26 settembre 1986, dal 29 settembre 1986 al 3 luglio 1987, dal 28 settembre 1987 al 1° luglio 1988, dal 26 settembre 1988 al 30 giugno 1989 e dal 18 settembre 1989 al 7 settembre 1990. Le puntate del weekend sono andate in onda su Italia 1 ininterrottamente dall'11 febbraio 1984 al 27 dicembre 1987. 
A un grande numero di ospiti internazionali venivano dedicati degli Special, in cui era mostrata un'intervista girata negli studi di Radio Deejay (e trasmessa anche per radio), inframezzata da spezzoni di videoclip. Fra i nomi di maggior prestigio che furono invitati in trasmissione si ricordano Terence Trent D'Arby, Guns N' Roses, Kim Wilde, Nick Kamen, Samantha Fox, Wendy and Lisa, Sheila B, Afrika Bambaataa, Run DMC e Public Enemy, Debbie Gibson, Bon Jovi, Mandy Smith, Bryan Ferry, Boy George, George Michael, Duran Duran, Spandau Ballet.
DeeJay Television andava in onda in varie edizioni: la principale dal lunedì al venerdì alle 14.00; tra il 1984 e il 1987 andava in onda, il sabato notte alle 24, VideoNight, una versione di due ore con videoclip prelevati dall'edizione pomeridiana più altri, in edizione integrale, mai trasmessi. La domenica, fino al 1987, andava in onda Domenica Deejay (ribattezzata Domenica Musica nel 1987), un'edizione di due ore ottenuta con i videoclip e gli Special delle trasmissioni pomeridiane. D'estate venivano trasmesse edizioni speciali (Deejay Beach) dall'Aquafan di Riccione o da Ibiza. La durata di queste edizioni era di un'ora e raccoglieva videoclip di canzoni estive e gran parte degli special trasmessi durante l'edizione invernale pomeridiana.
Negli anni seguenti la trasmissione comincia a modificarsi radicalmente: nel 1989 diventa un quiz musicale presentato da Amadeus, registrato al Rolling Stone di Milano e basato su uno scontro tra fan club musicali, coordinati da Giancarlo Passarella e dalla sua associazione Ululati dall'Underground. Il fan club che vinceva, aveva spot gratuiti che andavano in onda nell'arco di una settimana in cui invitava a sintonizzarsi sul programma. DeeJay Television nell'ultima edizione del 1990 diventa una specie di notiziario musicale (presentato nuovamente da Linus), con uno spazio dedicato ai videoclip molto più limitato. È in questa edizione che fa la sua comparsa Leonardo Pieraccioni in studio da Milano e poi a Ibiza con Fiorello e Amadeus.
La trasmissione chiude definitivamente il 7 settembre 1990, a causa di problemi legati al riordino del sistema radiotelevisivo italiano, inerenti al numero di ore settimanali dedicate alla trasmissione di brani musicali da parte di un singolo canale televisivo. Questione riordinata nel 1991 con la Legge Mammì.
La sigla della prima edizione del programma (a partire dalla 12ª puntata) era Audio Video dei Fitz.
Le prime edizioni di Deejay Television, andarono in onda dagli studi di palazzo dei cigni a Milano 2.
Più precisamente nello stesso studio sotterraneo, dove venne condotto il programma musicale Popcorn.
Le ultime edizioni di Deejay Television, vennero infine registrate presso gli studi Mediaset, a Cologno Monzese, in provincia di Milano.
1. 1 2  pag.16 de L'Unità del 7/9/1990, vd. Archivio Storico Unità  Archiviato il 4 marzo 2016 in Internet Archive..
2. ↑   Aldo Grasso (a cura di), Enciclopedia della televisione, 3ª ed., Garzanti Editore, 2008, ISBN 978-88-11-50526-6.
3. ↑   pag.14 de l'Unità (PDF), su archiviostorico.unita.it, 11 febbraio 1984. URL consultato il 12 aprile 2019 (archiviato dall'url originale il 22 febbraio 2014).
4. ↑  pag.9 de l'Unità del 13/10/1984, vd. Archivio Storico Unità  Archiviato il 4 marzo 2016 in Internet Archive..
5. ↑   Il conduttore: Gerry Scotti, su video.mediaset.it, http://www.video.mediaset.it. URL consultato il 26 gennaio 2013 (archiviato dall'url originale il 2 febbraio 2013).
6. ↑  pag.22 de L'Unità del 10/9/1990, vd. Archivio Storico Unità  Archiviato il 4 marzo 2016 in Internet Archive..
7. ↑  vd. introduzione di Claudio Cecchetto alla 12ª puntata di Deejay Television dal sito Spot80 .
8. ↑  dati ricavati dal sito Discogs .

- Joseph Baroni, Dizionario della televisione, Raffaello Cortina Editore, 2005, ISBN 88-7078-972-1.
- Aldo Grasso (a cura di), Enciclopedia della televisione, 3ªed., Garzanti Editore, 2008, ISBN 978-88-11-50526-6.